# Pekin (Illinois)
Pour les articles homonymes, voir Pékin (homonymie).
Pekin est une ville des comtés de Tazewell et de Peoria dans l'Illinois,  aux États-Unis. Elle est incorporée le 10 août 1874,. Pekin est le siège du comté de Tazewell. Lors du recensement de 2010, la ville comptait une population de 34 094 habitants.